# Mychów-Serwituty
Mychów-Serwituty – zniesiona część wsi Mychów w Polsce, położona w województwie świętokrzyskim, w powiecie ostrowieckim, w gminie Bodzechów.
Nazwę zniesiono z 2025 r.
W latach 1975–1998 Mychów-Serwituty administracyjnie należał do województwa kieleckiego.